# Claude Pinoteau
Claude Pinoteau (Boulogne-Billancourt, 25 de maio de 1925 - Neuilly-sur-Seine, 5 de outubro de 2012) foi um roteirista e cineasta francês.
Fez sucesso na década de 1980 como diretor da comédia La Boum, estrelada por Claude Brasseur, Brigitte Fossey e Sophie Marceau
.